# Kishtwar
Kishtwār är en ort i Indien.   Den ligger i unionsterritoriet Jammu och Kashmir, i den norra delen av landet, 500 km norr om huvudstaden New Delhi. Kishtwār ligger 1 642 meter över havet och antalet invånare är 20 553.
Terrängen runt Kishtwār är mycket bergig. Runt Kishtwār är det ganska glesbefolkat, med 28 invånare per kvadratkilometer. Det finns inga andra samhällen i närheten. I omgivningarna runt Kishtwār växer i huvudsak barrskog.